# Affari sporchi
Affari sporchi (Internal Affairs) è un film del 1990 diretto da Mike Figgis, interpretato da Richard Gere e Andy García.

## Trama
Il sergente Dennis Peck è un donnaiolo soave, intelligente, manipolatore e disonesto, che usa i suoi colleghi come pedine per i suoi scopi, mentre mostra un lato più tenero come padre devoto. Raymond Avilla è un giovane ispettore degli affari interni che come primo incarico a Los Angeles indaga, assieme alla sua collega Amy Wallace, sulla condotta di Van Stretch, un suo ex-compagno d'accademia alle dipendenze di Dennis. Van, coinvolto in azioni illecite con Peck, attraversa un periodo difficile e poco prima di vuotare il sacco a Raymond viene ucciso in un agguato organizzato proprio da Dennis. Dopo la morte di Van, inevitabilmente crescono delle forti tensioni tra i due poliziotti, e Raymond cercherà a tutti i costi di smascherare Dennis.

## Produzione

### Riprese
Il film venne girato completamente a Los Angeles ed è incentrato sulle vicende poliziesche del dipartimento "Internal Affairs Division".

## Colonna sonora
1. Aquamarine (Scott Reeder)
2. Anazia's Dance (Ray Obiedo)
3. Keep On Pushin (Humberto Lopez, Reginald Barrett, Patricia Brown)
4. Cartoon Rock (Winston Sharples)
5. Lo que me gusta de ti (Fernando Lavoy)

## Accoglienza
Il film incassò 27.734.391 $ negli Stati Uniti e 1.622.710 ₤ in Italia. Il film ricevette anche pareri positivi da parte della critica, con il sito Rotten Tomatoes che dà alla pellicola un punteggio dell'88% basato su 25 recensioni.

## Distribuzione
Il film, distribuito dalla Paramount Pictures, venne proiettato nelle sale cinematografiche statunitensi il 12 gennaio del 1990.